# 姚才
姚才（1890年—1956年）祖籍宝安县，世居普君墟安天坊，世家弟子。近代武术家、咏春拳名师。
父姚九枝在黄伞巷（今福贤路）开设膏、丹、丸、散中成药店。
姚才人称「大力才」，其腕力惊人，能单臂伸直将一箩穀用绳吊于手腕之上而轻易举起。他自小好慕武术，拜阮济云门下学咏春拳，在师傅精心培养下，经十载苦练，武技大成。
及后，阮济云往安南（越南）传授咏春拳，赏识姚才是练武的好材料，故领姚才拜在吴仲素門下深造。其时阮奇山、叶问也常往吴武馆请教，三人常交流切磋，人稱「詠春三雄」。
欽州郭寶全曾兩度到佛山，姚才亦請郭寶全深刻指導武藝。姚祺除了跟自己父親姚才學習咏春拳，還深得吳仲素和阮奇山真傳，他將三者的精華融合在一起，形成姚氏咏春獨有的武術技法。 
姚才除传子姚祺外，徒弟有：高满、姚锡、霍超、林瑞文、林瑞波、吴日明等。

## 站外連結
- 佛山姚才姚祺咏春堂拳馆